# Adriana Lozano Rodríguez
Adriana Lozano Rodríguez (26 de junio de 1969) es una política mexicana, miembro del partido Movimiento Regeneración Nacional (Morena). Ha sido diputada federal de 2018 a 2021 y reelecta en 2021 para el periodo que terminaba en 2024.

## Biografía
Es licenciada en Derecho egresada de la Universidad de Matamoros. Ha realizado la mayor parte de su carrera profesional en las áreas fiscales y aduaneras de la Secretaría de Hacienda y Crédito Público.
De 1993 a 1997 fue asesora fiscal en la secretaría de Hacienda, de 1998 a 2000 fue jefa de departamento, y de 2000 a 2005 subadministradora de Atención, ambos cargos en el Servicio de Administración Tributaria (SAT).
A partir de 2004 fungió como administradora del SAT, en Nuevo Laredo de 2004 a 2009, en Reynosa de 2009 a 2012 y en Heroica Matamoros de 2012 a 2016. De 2016 a 2018 se desempeñó como asesora fiscal independiente.
En 2018 fue candidata de la coalición Juntos Haremos Historia a diputada federal por el Distrito 4 de Tamaulipas con cabecera en Matamoros. Fue elegida a la LXIV Legislatura de ése año a 2021, formando parte del grupo parlamentario de Morena y ocupando los cargos de secretaria de la comisión de Hacienda y Crédito Público; e integrante de las comisiones de Asuntos Frontera Norte; de Presupuesto y Cuenta Pública; y, de Infraestructura.
En 2021 fue postulada a la reelección por el mismo distrito, resultando nuevamente elegida a la LXV Legislatura que concluiría en 2024 y en la que fue secretaria de la comisión de Hacienda y Crédito Público; e integrante de las comisiones de Asuntos Frontera Norte; y, de Infraestructura.
El 28 de septiembre de 2022 solicitó y obtuvo licencia definitiva como diputada federal, ya que fue anunciado su nombramiento como secretaria de Finanzas del gobierno de Tamaulipas por el gobernador Américo Villarreal Anaya.